# Pocztylion-Arka Powszechne Towarzystwo Emerytalne
Pocztylion-Arka Powszechne Towarzystwo Emerytalne S.A. (Pocztylion-Arka PTE) – polskie przedsiębiorstwo działające w sektorze inwestycji emerytalnych. Założone zostało 19.11.1998 w Warszawie przez Pocztę Polską oraz francuską grupę finansową BNP Paribas. Jego oferta składa się z otwartego funduszu emerytalnego, pracowniczych planów kapitałowych oraz indywidualnego konta zabezpieczenia emerytalnego.

## Historia
- Akt zawiązania Pocztowo-Bankowego PTE został podpisany 19 listopada 1998. Założycielami byli Poczta Polska oraz francuska grupa kapitałowa: BNP Paribas i Towarzystwo Ubezpieczeniowe BNP Paribas Assurance S.A.
- Pocztowo-Bankowe PTE uzyskało pozwolenie Urzędu Nadzoru Nad Funduszami Emerytalnymi w dniu 26 stycznia 1999.
- Rejestracja Pocztowo-Bankowego PTE miała miejsce w dniu 3 lutego 1999.
- Decyzja Urzędu Nadzoru nad Funduszami Emerytalnymi zezwalająca na utworzenie Otwartego Funduszu Emerytalnego Pocztylion – 10 lutego 1999.[2]
- W dniu 11 czerwca 2001 zarejestrowano połączenie Arka-Invesco PTE i Pocztowo-Bankowego PTE. Do dotychczasowych akcjonariuszy Pocztowo-Bankowego PTE – Poczty Polskiej oraz Cardifu wraz z BNP Paribas dołączyli dotychczasowi akcjonariusze Arka-Invesco PTE – INVESCO Holding Company Ltd. i Konferencja Episkopatu Polski.
- Połączenie funduszy Pocztylion i Arka-Invesco zostało sfinalizowane w dniu 30 lipca 2001 r. Połączony fundusz przyjął nazwę Pocztylion.

- Towarzystwo do dnia 6 lutego 2004 r. występowało pod nazwą Poczta Polska – Cardif (Grupa BNP Paribas) – Arka-Invesco Powszechne Towarzystwo Emerytalne S.A, a do dnia 3 stycznia 2002 r. pod nazwą Pocztowo-Bankowe Powszechne Towarzystwo Emerytalne S.A.[3]

- W dniu 3 kwietnia 2012 r. Pocztylion-Arka PTE S.A. otrzymało zezwolenie Komisji Nadzoru Finansowego na utworzenie Dobrowolnego Funduszu Emerytalnego Pocztylion Plus[4].

## Akcjonariusze
- Poczta Polska S.A. (33,33%)
- BNP Paribas Cardif S.A. (33,33%)
- INVESCO Holding Company Ltd. (29,33%)
- Konferencja Episkopatu Polski (4,0%)[5]